# Huabei

Nordchina (Huabei)

Huabei (chinesisch 華北 / 华北, Pinyin Huáběi, kurz für: 華北地區 / 华北地区,  Huáběi Dìqū – „nordchinesische Region“) ist die chinesische Bezeichnung für die Region Nordchina bzw. Nordchinesische Region.
Er umfasst die folgenden Verwaltungseinheiten auf Provinzebene:
1. Innere Mongolei (Nèi Měnggǔ)
2. Shanxi (Shānxī)
3. Peking (Běijīng)
4. Tianjin (Tiānjīn)
5. Hebei (Héběi)

Die Region Huabei darf nicht verwechselt werden mit dem traditionellen, nicht genau definierten Begriff „Nordchina“ (中國北方 / 中国北方,  Zhōngguó Bĕifāng) als Gegensatz zu „Südchina“ (中國南方 / 中国南方,  Zhōngguó Nánfāng) – siehe Nordchina und Südchina.